# Butler megye (Kansas)
Butler megye az Amerikai Egyesült Államokban, azon belül Kansas államban található. Megyeszékhelye és legnagyobb városa El Dorado. Lakosainak száma 67 380 fő (2020. április 1.). Butler megye Marion, Cowley, Chase, Greenwood, Elk, Sumner, Harvey és Sedgwick megyékkel határos.

## Népesség
A megye népességének változása:
| Lakosok száma | 65 920 | 65 861 | 65 730 | 65 803 | 66 741 | 67 380 |
|               | 2010   | 2011   | 2012   | 2013   | 2015   | 2020   |